# Nématode foliaire

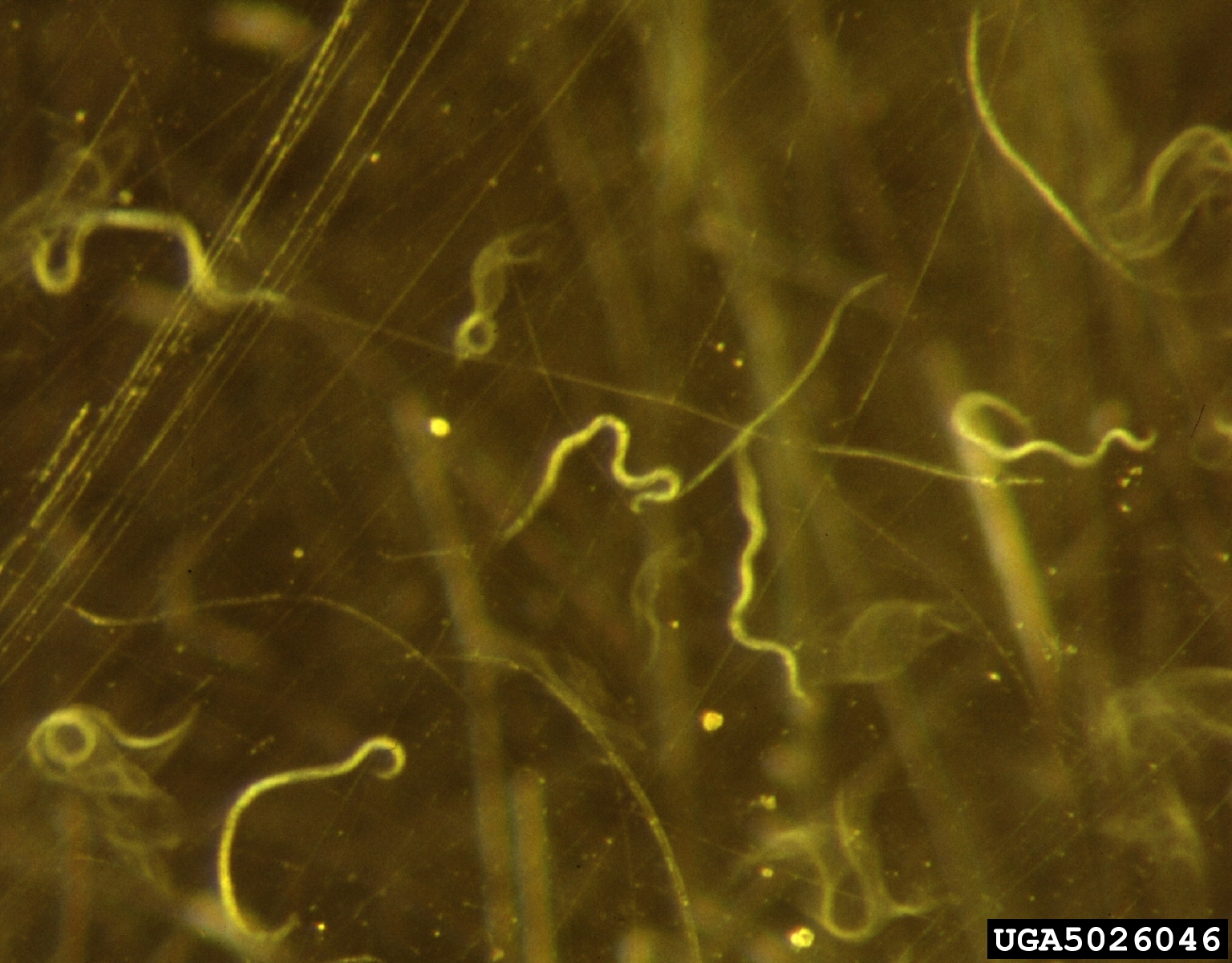
Aphelenchoides ritzemabosi.

Les nématodes foliaires  sont des espèces de nématodes phytopathogènes appartenant au genre Aphelenchoides. Ce sont des nématodes ectoparasites qui se nourrissent du contenu des cellules végétales grâce à leur long stylet.  Les trois espèces les plus importantes sur le plan économique sont Aphelenchoides fragariae, Aphelenchoides ritzemabosi et Aphelenchoides besseyi.  Les nématodes foliaires sont en train de devenir un problème important pour la production de plantes ornementales et les pépinières. Aphelenchoides fragariae cause des dégâts à des centaines d'espèces de plantes différentes, notamment les chrysanthèmes, les bégonias, gloxinias, violettes africaines, cyclamens, ainsi qu'à de nombreuses plantes à massifs et fougères. Ce nématode provoque des lésions brunes à noires délimitées par les nervures sur le tissu foliaire, une défoliation et parfois le rabougrissement des plantes.

## Biologie
Les nématodes foliaires ont besoin d'eau pour se mouvoir et se disperser à la surface des feuilles. Il profitent des films d'eau résultant de la pluie, de la rosée ou de l'irrigation par aspersion. Ils pénètrent dans les feuilles et sortent du tissu foliaire par les stomates situés à la face inférieure des feuilles. Les nématodes foliaires sont attirés par le stimulus tactile des  stomates en forme de fente. Ils ne sont pas attirés par l'oxygène, mais par le dioxyde de carbone gazeux, émis par les stomates la nuit du fait de la respiration cellulaire dans la plante. La nuit est plus favorable à la présence d'un film de rosée sur la surface des feuilles qui facilite la migration des nématodes vers les stomates.
Ce sont les  adultes et les juvéniles du quatrième stade (J4) qui pénètrent dans les stomates. Les nématodes se nourrissent dans la mésophylle et l'épiderme de la feuille, perçant les cellules voisines avec leurs stylets pour se nourrir. Les œufs sont pondus dans des parties saines du tissu foliaire. L'alimentation endoparasitaire entraîne l'effondrement du parenchyme spongieux et des cellules palissadiques, ce qui fait brunir le tissu foliaire. Les nématodes se nourrissent également en ectoparasites sur les tiges, les bourgeons et les fleurs.
Le cycle biologique est très similaire chez Aphelenchoides ritzemabosi et Aphelenchoides fragariae. Les mâles sont nécessaires à la reproduction. Les femelles, une fois fécondées, sont capables de pondre des œufs même après la sortie d'un mois de dormance dans un état anhydrobiotique. Chaque femelle pond en moyenne une trentaine d'œufs qui éclosent en 4 jours. Les juvéniles du deuxième stade (J2) atteignent la maturité reproductive en six à sept jours. Chez Aphelenchoides ritzemabosi, le cycle de vie peut s'accomplir en 14 jours, cinq jours étant nécessaires au développement embryonnaire et la maturation se intervenant après cinq jours supplémentaires. Cela explique que les populations de nématodes foliaires peuvent augmenter rapidement dans le tissu foliaire, produisant des milliers de nématodes par gramme de tissu foliaire en deux mois.
Les adultes  et les juvéniles du quatrième stade (J4) peuvent passer l'hiver dans un état anhydrobiotique dans les tissus végétaux desséchés et survivre pendant plusieurs mois, jusqu'à trois ans. Leur survie est favorisé par sol nu est sec.